# Дејан Косановић
Дејан Косановић (Београд, 28. септембар 1930 —  Београд, 8. август 2013) био је српски редитељ и сценариста драмских филмова, историчар филма и универзитетски професор. Косановић је био професор и декан Факултета драмских уметности у Београду и проректор Универзитета уметности у  Београду. Био је и директор Фестивала југословенског филма у Пули.

## Биографија

### Образовање
Дејан Косановић је основну и средњу школу завршио у Београду. Године 1948. је примљен у трећу септембарску генерацију Високе филмске школе на одсек режије,  а дипломирао је режију на Академији за позоришну уметност 1952. године. Упоредо је завршио Историју уметности на Филозофском факултету у Београду. Од 1971. године активно се бавио проучавањем историје филма, односно, почецима филма у Југословенским земљама и региону да би 1983. године крунисао свој рад докторатом на Факултету драмских уметности Универзитета уметности у Београду под именом: Почеци кинематографије на територији Југославије 1896-1918.

### Професорски позив
Од 1962. године је почео да предаје на тадашњој Академији за позориште, филм, радио и телевизију (данас Факултет драмских уметности) предмет Организација филмске производње, као и предмет Историја филма на трећем степену студија. У почетку је радио хонорарно, а касније улази у стални радни однос. На Факултету је радио – са прекидима – све до одласка у пензију 1995. године као редован професор. Био је декан ФДУ (1973-1975), као и проректор Универзитета уметности у Београду (1979-1983).
Извео је бројне генерације студената (организације), односно филмске продукције на ФДУ, које је га памте као врсног предавача, изузетног педагога, одговорног професионалца и великог ерудиту који поред знања из историје, теорије, естетике филма. Служио се енглеским, француским, италијанским, немачким и кинеским језиком.

### Редитељ и  сценариста
Радио је као асистент режије многих домаћих и страних филмских редитеља на домаћим и копродукционим играним филмовима, а затим је као редитељ реализовао 35 документарних филмова и преко 200 телевизијских документарних емисија за Југословенску радио телевизију (ТВ Београд, ТВ Нови Сад) и иностране телевизије ОРТФ, ЗДФ и америчку АБЦ телевизију.
Тематика његових документарних филмова је била разноврсна. Дејан Косановић је пре свега тежио да гледаоцу пренесе нова сазнања о нашој прошлости, о историји и историји ликовних уметности у Србији, али такође и о другим збивањима у свету који нас окружује.
Неки од његових филмова су:
- Ђура Јакшић (1957), филм о животу српског песника и сликара. Филм је добио награду за квалитет Републике Србије и републичку награду за режију.
- Фреске и Средњевековна архитектура у Србији и Македонији (1957), филмови, међу првима у боји снимљеним код нас, који су били намењени и приказани на Светској изложби у Бриселу.
- Истина у оковима (1959), биографија Васе Пелагића.
- Легенда о Стефану Дечанском  (1970), филмска биографија Краља Стефана Дечанског снимљена само на основу једне велике Лонгинове иконе која се чува у манастиру Дечани.
- Опсада Београда (1976), филм о опсади Београда 1688. године, снимљен на основу једне велике гравире / плана Београда са око 2.000 ликова коју је израдио аустријски официр Гумп и чији се један од два сачувана примерка налази у Народној библиотеци Србије.
- Баоград, 20. октобар 1944 – 20. октобар 1984.  (1984), користећи архивске снимке из времена борбе за ослобођење Београда октобра 1944. и постављајући камеру на иста места као некада, комбинујући црно-бели и колор филм, подсећао је гледаоца на историјска збивања која су се догађала на данас познатим местима у граду.
- Иво Андрић – живот  (1985), образовни филм о животу нашег Нобеловца.
- Вук Караџић (1987), образовни филм о реформатору српског правописа[1]

Снимио је велики број путописних документарних емисија у Кини (1971. и 1989. године), на Куби (1973), у Немачкој итд. Многе његове документарне телевизијске емисије су биле посвећене проблемима кинематографије, како прошлости, тако и актуелним проблемима домаћег филма у Србији.
Снимио је серију од десет емисија о значајним филмским ствараоцима у Србији под насловом: Заборављени пионири српског филма (1996), а у многим емисијама је ревитализовао старе српске филмове.

### Историчар филма и филмски критичар
Упоредо са радом на филму, од 1950. године бавио се писањем о филму и истраживањем филмске историје. Објавио је, до 2010. године, укупно 352 библиографске јединице – филмске критике, текстове о филмској уметности и историји кинематографије у Србији и Југославији, претежно у домаћој штампи и стручним филмским часописима, али такође и у иностранству. Објавио је као аутор (и два пута као коаутор) 19 књига о историји кинематографије и филма у југословенским земљама и у региону, од којих по једну на италијанском и француском (издате у Италији и Француској), и једну на енглеском језику. 
Пошто се од 1971. године, интензивно бавио озбиљним проучавањем ране историје киноматографије на територији Србије, Југославије и шире, он заправо бива зачетник овакве врсте истраживања и научног рада код нас. На основу проучене архивске грађе идентификовао је личност представника браће Лимијер који је први у Београду приказао покретне слике 6. јуна 1896. године. То је објавио маја 1971. у Политици и то је у ствари почетак његовог научноистраживачког рада у области историје филма. Наставио је са систематским истраживањима ране фазе развоја кинематографских делатности код нас, посветио се,такозваној, археологији филма. Трудио се да инострану стручну јавност – историчаре филма пре свега – упозна са коренима филмске уметности у Србији и југословенским земљама. На великом броју међународних филмских фестивала, посебно у Порденонеу и у Болоњи, организовао је приказивање најстаријих филмова снимљених у Србији (Крунисање Краља Петра I Карађорђевића, Са вером у Бога, Грешница без греха, Воскрешње не бива без смрти итд.), одржао је и низ предавања на универзитетима у САД, Француској, Великој Британији и Италији, као и на међународним скуповима и конгресима о тим филмовима и написао брошуру које су их ставиле у историјски контекст са развојем филма у Европи.
Као дугогодишњи сарадник Југословенске кинотеке, приредио је и монографију Миленко Карановић о првом директору Кинотеке 1949. године.

## Награде
Одбор Београдског фестивала документарног и краткометражног филма постхумно је доделио редитељу, сценаристи и историчару филма Дејану Косановићу (1930-2013) награду за животно дело БФКДФ-а.